# Dasypterus
Dasypterus és un subgènere de ratpenats que viuen a les Amèriques. Inicialment, aquest grup fou descrit amb la categoria de gènere, però a la segona meitat del segle xx se'l baixà a la categoria de subgènere. Les espècies d'aquest tàxon són insectívores. Tenen un parell de mugrons més que la majoria dels ratpenats.